# Список беев Константины
Беи Константины — османские правители города Константины в Алжирском наместничестве (бейлик Константины). Беи Константины назначались дееями Алжира до взятия города французской армией 13 октября 1837 года. Как и в других провинциях Алжирского регентства (бейлики Оран и Титтери), беи Константины считались вассалами деев Алжира и управляли своим бейликом от их имени.
В период с 1528 по 1830 год в бейлике Константины правили 44 бея.

## Список беев
- Рамдан-Чулак-бей (1528—1567)
- Джаффар-бей (1567—1637)
- Мурад-бей (1637—1648)
- Ферхат-бей (1648—1652)
- Мухаммад-бей (1652—1667)
- Реджем-бей (1667—1673)
- Кхеирэддин-бей (1673—1676)
- Абдул-Рахман Дели-бей (1676—1679)
- Омар бен Абдел Рамдан (1679—1687)
- Чабан-бей (1687—1692)
- Али Ходжа-бей (1692—1700)
- Ахмед-бей бен Ферхат (1700—1702)
- Брахим-бей (1702—1709)
- Хамуда-бей (1709)
- Али-бей бен Хамуда (1708—1709)
- Хусейн Чауч (1709)
- Абделрахман-бей (1710)
- Хусейн Денгизли-бей (1710)
- Али-бей бен Салах (1710—1713)

Флаг бейлика Константины в период правления Ахмед-бея бен Мухаммада Шерифа

- Келиан Хусейн боу Коми (1713—1746)
- Хусейн-бей болу Ханак (1746—1753)
- Хусейн-бей (1753—1756)
- Ахмед-бей Эль-Колли (1756—1771)
- Салах-бей (1771—1792), убит по приказа алжирского дея
- Хусейн-бей бен Босняк (1791), сын Хасана-паши Босняка
- Эль-Асрак Айно (1791—1795)
- Мустафа бен Слиман Эль-Ознадджи (1795—1798), убит
- Хаджи-Мустафа-Инглиш (1798—1803), сослан в Тунис
- Осман-бей Кулугли (1803—1804), убит
- Абдаллах-бей (1804—1806), убит
- Хусейн-бей бен Салах (1806—1807), убит
- Али-бей бен Юсуф (1807—1808), убит
- Бей-Руху (убит после 15 дней правления)
- Ахмед-бей Тоббал (1808—1811), убит
- Мухаммад Наман-бей (1811—1814), убит
- Мухаммад Чакар-бей (1814—1818), убит

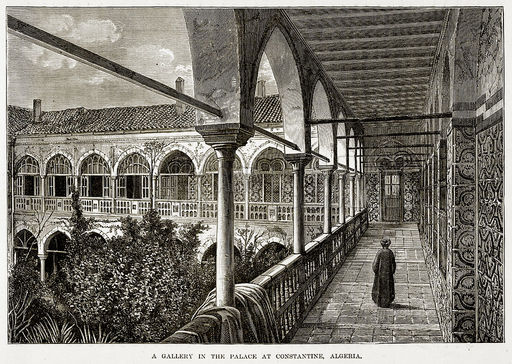
Дворец беев в Константине, названный в честь последнего правителя Ахмед-бея

- Кара-Мустафа (1818, правил 33 дня), убит
- Ахмед-бей Эль-Мамлюк (1818, правил месяц)
- Брахам-бей Чарби (правил 1 год), убит
- Мухаммад-бей Мили (1818—1819), изгнан в Алжир
- Ахмед-бей Эль-Мамлюк (1820—1822), изгнан в Милиану, где был убит
- Ибрагим-бей (1822—1824), Сослан в Медею, где в 1832 году был убит по приказу Ахмед-бея
- Мухаммад-бей Маламли (1824—1826), изгнан в Алжир
- Ахмед-бей (1826 — 15 декабря 1837).